# Roman Ievgueniev
Roman Alekseïévitch Ievgueniev (en russe : Роман Алексеевич Евгеньев), né le 23 février 1999 à Spasskoye en Russie, est un footballeur russe. Il évolue au poste de défenseur central au Krylia Sovetov Samara.

## Biographie

### Carrière en club
Formé par le Dynamo Moscou, Roman Ievgueniev fait sa première apparition en professionnel lors d'un match de Premier-Liga face au Krylia Sovetov Samara le 6 octobre 2018. Il entre en cours de partie ce jour-là et son équipe s'incline sur la plus petite des marges (1-0). Il s'impose dès sa première saison en équipe première, disputant au total 18 matchs de championnat.
Il marque son premier but le 8 novembre 2020 face au Lokomotiv Moscou, ouvrant la marque tandis que le Dynamo remporte par la suite une large victoire 5-1.
Il quitte le club au terme de son contrat en juin 2022.
Ievgueniev rejoint alors librement le Krylia Sovetov Samara le 15 juillet 2022, signant un contrat d'une durée de deux ans,.
Il inscrit son premier but pour le club le 30 octobre 2022, lors d'une rencontre de championnat face au FK Pari Nijni Novgorod. Il est titularisé et participe à la victoire des siens (2-1 score final).

### Carrière internationale

#### En jeunes
En 2017, il officie à plusieurs reprises comme capitaine de la sélection des moins de 18 ans.
Avec les moins de 19 ans il joue au total six matchs, tous en 2017 et dont quatre en tant que titulaire.
Roman Ievgueniev joue son premier match avec l'équipe de Russie espoirs le 22 mars 2019, lors d'une rencontre amicale face à la Suède. Il est titulaire et son équipe s'impose ce jour-là (victoire 2-0). Le 6 septembre 2019, il délivre sa première passe décisive avec les espoirs, lors d'une rencontre face à la Bosnie-Herzégovine rentrant dans le cadre des éliminatoires de l'Euro espoirs 2021 (victoire 1-0).
Il est retenu avec cette sélection pour disputer le championnat d'Europe espoirs en 2021.

#### Avec les A
Il connaît sa première sélection avec l'équipe A le 18 novembre 2020 sous les ordres de Stanislav Tchertchessov à l'occasion de la dernière journée de la Ligue des nations, qui voit les Russes être lourdement battus par la Serbie (0-5). Au mois de mai 2021, il est intégré dans la liste préliminaire élargie de la Russie pour l'Euro 2020. Initialement non-retenu dans le groupe final, il est finalement rappelé en renfort le 11 juin suivant pour pallier le forfait d'Andreï Mostovoï, positif au Covid-19.

## Statistiques
| Saison                | Club                  | Championnat           | Championnat | Championnat | Coupe(s) nationale(s) | Coupe(s) nationale(s) | Compétition(s) continentale(s) | Compétition(s) continentale(s) | Compétition(s) continentale(s) | Total | Total |
| Saison                | Club                  | Division              | M.          | B.          | M.                    | B.                    | Comp.                          | M.                             | B.                             | M.    | B.    |
| 2018-2019             | Dynamo Moscou         | D1                    | 18          | 0           | 1                     | 0                     | -                              | -                              | -                              | 19    | 0     |
| 2019-2020             | Dynamo Moscou         | D1                    | 14          | 0           | -                     | -                     | -                              | -                              | -                              | 14    | 0     |
| 2020-2021             | Dynamo Moscou         | D1                    | 27          | 1           | 1                     | 0                     | C3                             | 1                              | 0                              | 29    | 1     |
| 2021-2022             | Dynamo Moscou         | D1                    | 18          | 0           | 6                     | 1                     | -                              | -                              | -                              | 24    | 1     |
| 2022-2023             | Krylia Sovetov Samara | D1                    | 17          | 1           | 4                     | 0                     | -                              | -                              | -                              | 21    | 1     |
| Total sur la carrière | Total sur la carrière | Total sur la carrière | 94          | 2           | 12                    | 1                     | -                              | 1                              | 0                              | 107   | 3     |

## Palmarès
Dynamo Moscou
- Finaliste de la Coupe de Russie en 2022.